# Spoiler Alert
Spoiler Alert è un film del 2022 diretto da Michael Showalter.
La pellicola è l'adattamento cinematografico dell'omonimo libro autobiografico di Michael Ausiello.

## Trama
La vita del giornalista Michael Ausiello cambia improvvisamente quando al fidanzato, il fotografo Kit Cowan, viene diagnosticata una rara forma di cancro. Michael decide quindi di raccontare gli ultimi undici mesi della vita del compagno.

## Produzione

### Sviluppo
Nel dicembre 2018 Jim Parsons è stato scritturato per interpretare Michael Ausiello in un adattamento cinematografico di Spoiler Alert: The Hero Dies. Nel luglio 2021 Ben Aldridge si è unito al cast nel ruolo di Kit Cowan, mentre nel settembre dello stesso anno è stata confermata la partecipazione di Sally Field.

## Promozione
Il primo trailer del film è stato pubblicato il 29 settembre 2022.

## Distribuzione
La pellicola è stata distribuita nelle sale statunitensi il 2 dicembre 2022 e in quelle italiane dal 1º giugno 2023.